# خاطرات نگهبان شب
خاطرات نگهبان شب (کره‌ای: 야경꾼 일지) یک مجموعه تلویزیونی محصول کره جنوبی سال ۲۰۱۴ با بازی جونگ ایل وو، کو سونگ هی، جونگ یون هو و سو یه جی است. این مجموعه از ۴ اوت تا ۲۱ اکتبر ۲۰۱۴، روزهای دوشنبه و سه‌شنبه ساعت ۲۲:۰۰ (کی‌اس‌تی) از ام‌بی‌سی پخش شد.

## بازیگران

### اصلی
- جونگ ایل وو در نقش رین / وول‌گوانگ[۵][۶][۷][۸][۹][۱۰][۱۱]
- کو سونگ هی در نقش دو ها[۱۲]
- جونگ یون هو در نقش کانگ مو سوک[۱۳][۱۴][۱۵][۱۶][۱۷]
- سو یه جی در نقش پارک سو ریون